# Zlaté hory Altaje
Zlaté hory Altaje (rusky Золотые горы Алтая) je souhrnný název, pod kterým roku 1998 organizace UNESCO zanesla na seznam světového dědictví tři oblasti Altaje, nacházející se na území Ruské federace:
- Altajská přírodní rezervace
- Katunská přírodní rezervace
- náhorní plošina Ukok

Celková plocha chráněné oblasti činí 16 114 km2. Patří sem takové významné geografické objekty jako hora Bělucha či Telecké jezero. Byla zde také objevena pohřebiště pazyrykské kultury.
Zvláštní význam této oblasti spočívá podle organizace UNESCO v tom, že představuje nejucelenější sled výškových vegetačních stupňů na Sibiři, od stepi přes lesostep a smíšený les až po subalpínský a alpínský stupeň. Důležitou roli při rozhodování o zápisu na seznam světového dědictví sehrála i skutečnost, že tato místa jsou útočištěm pro populace takových vzácných živočichů jako je irbis, kozorožec sibiřský či argali altajský.
Mezinárodní svaz ochrany přírody vyjadřuje znepokojení nad tím, že ačkoli je tato oblast zanesena na seznam světového dědictví, což by jí mělo garantovat status zvláštní ochrany, stále je zde provozováno pytláctví. Obavy ekologů vyvolává taktéž projekt výstavby plynovodu a dálnice z Koš-Agače do Číny.

## Galerie

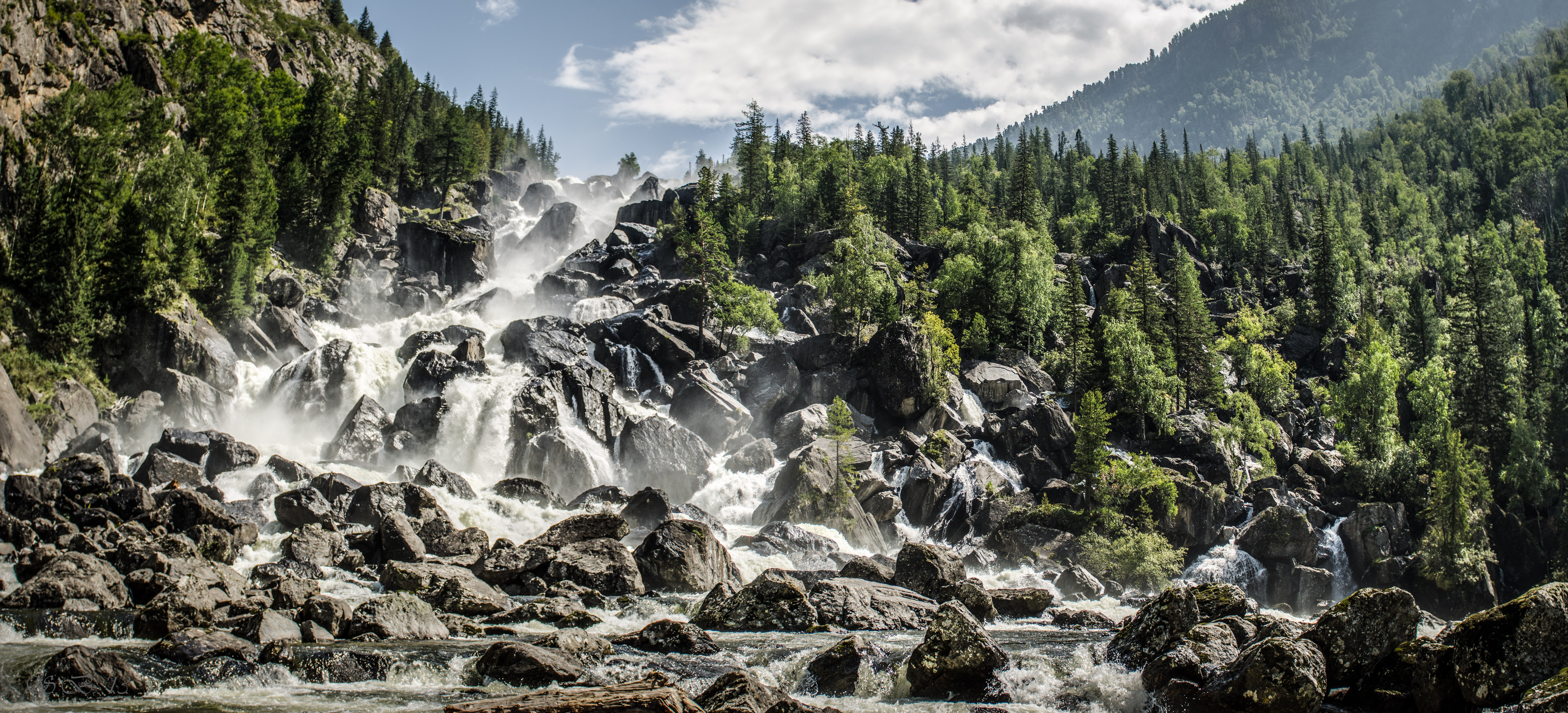
Vodopád Učar v Altajské přírodní rezervaci
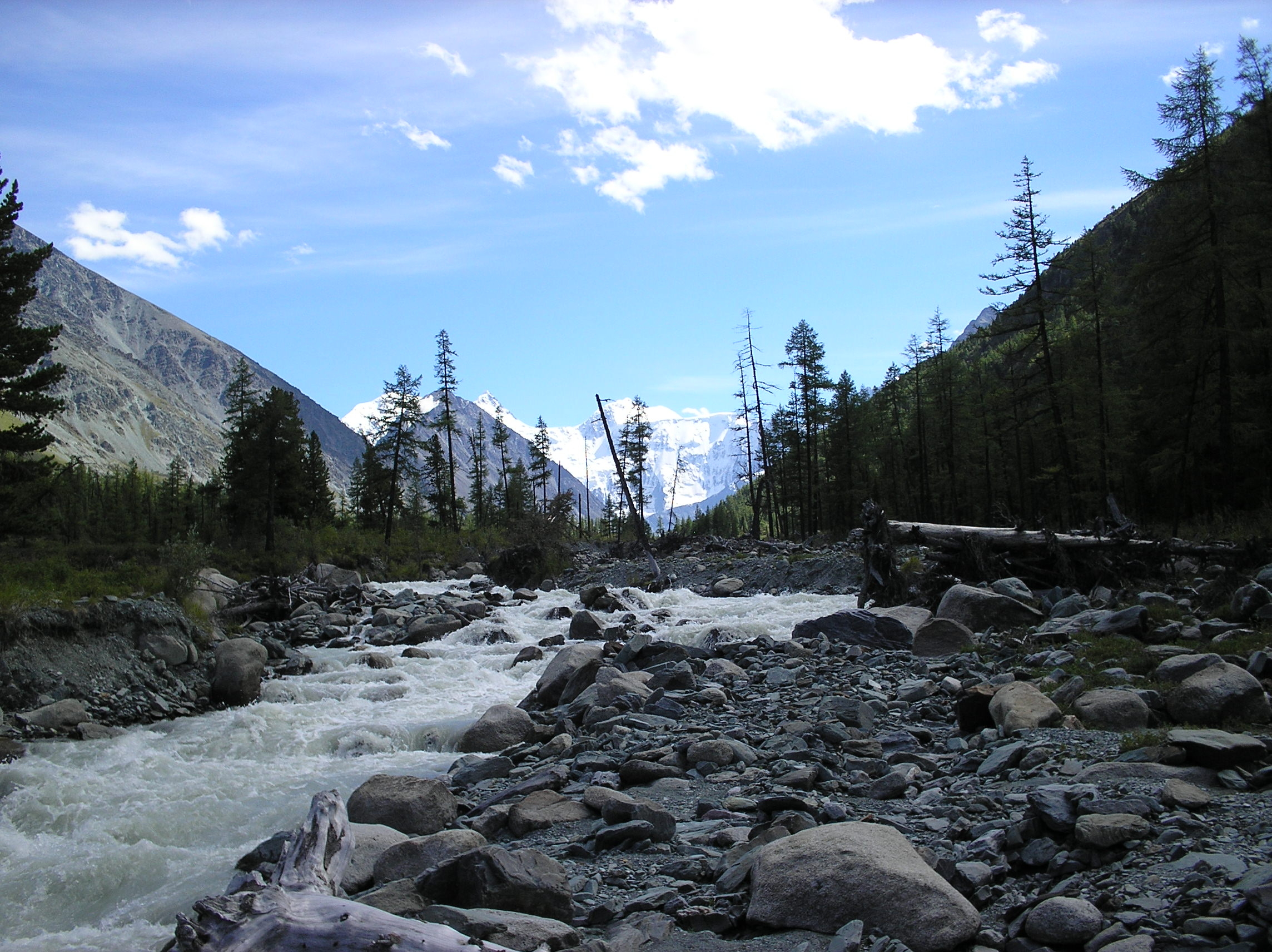
Altajská přírodní rezervace
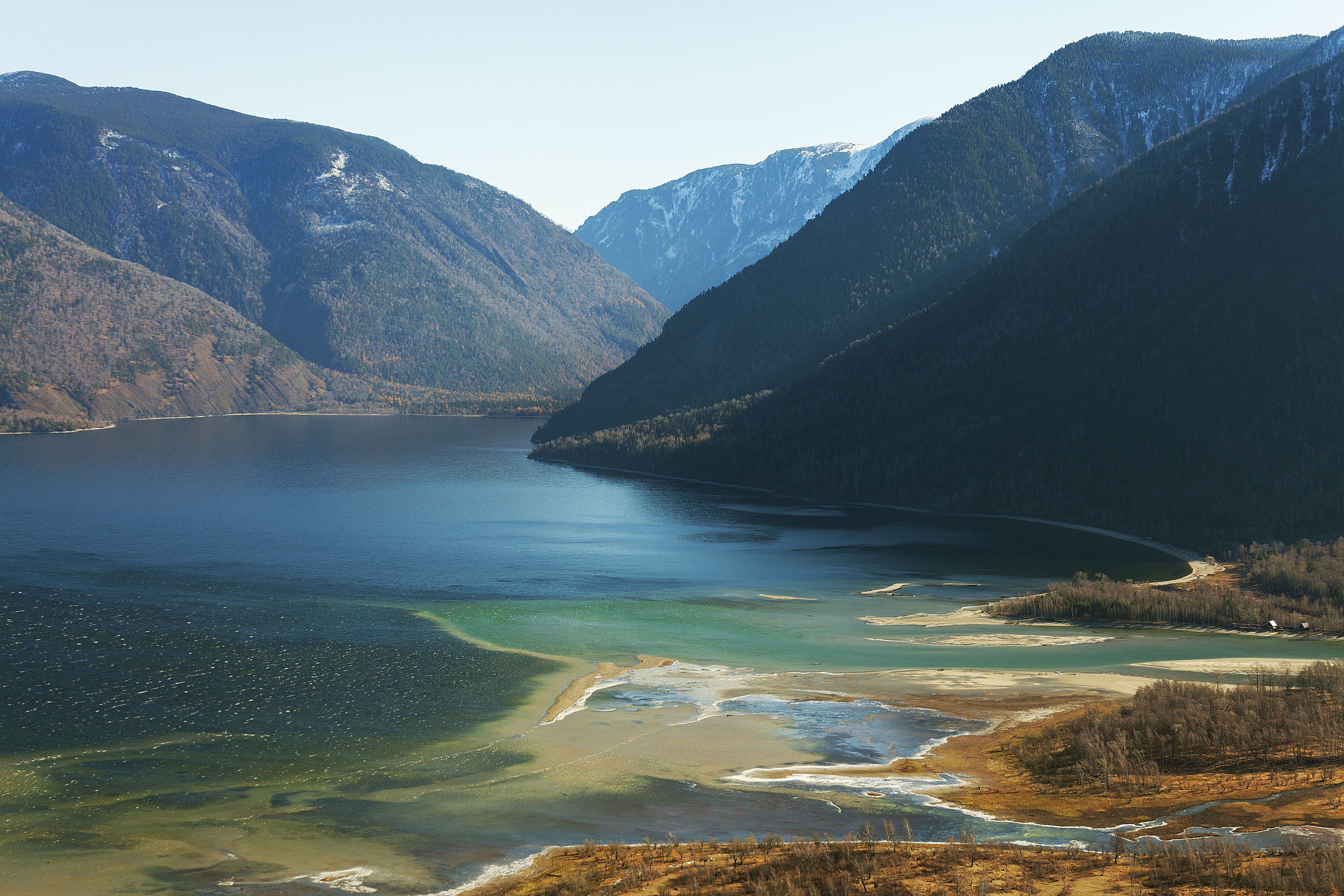
Telecké jezero
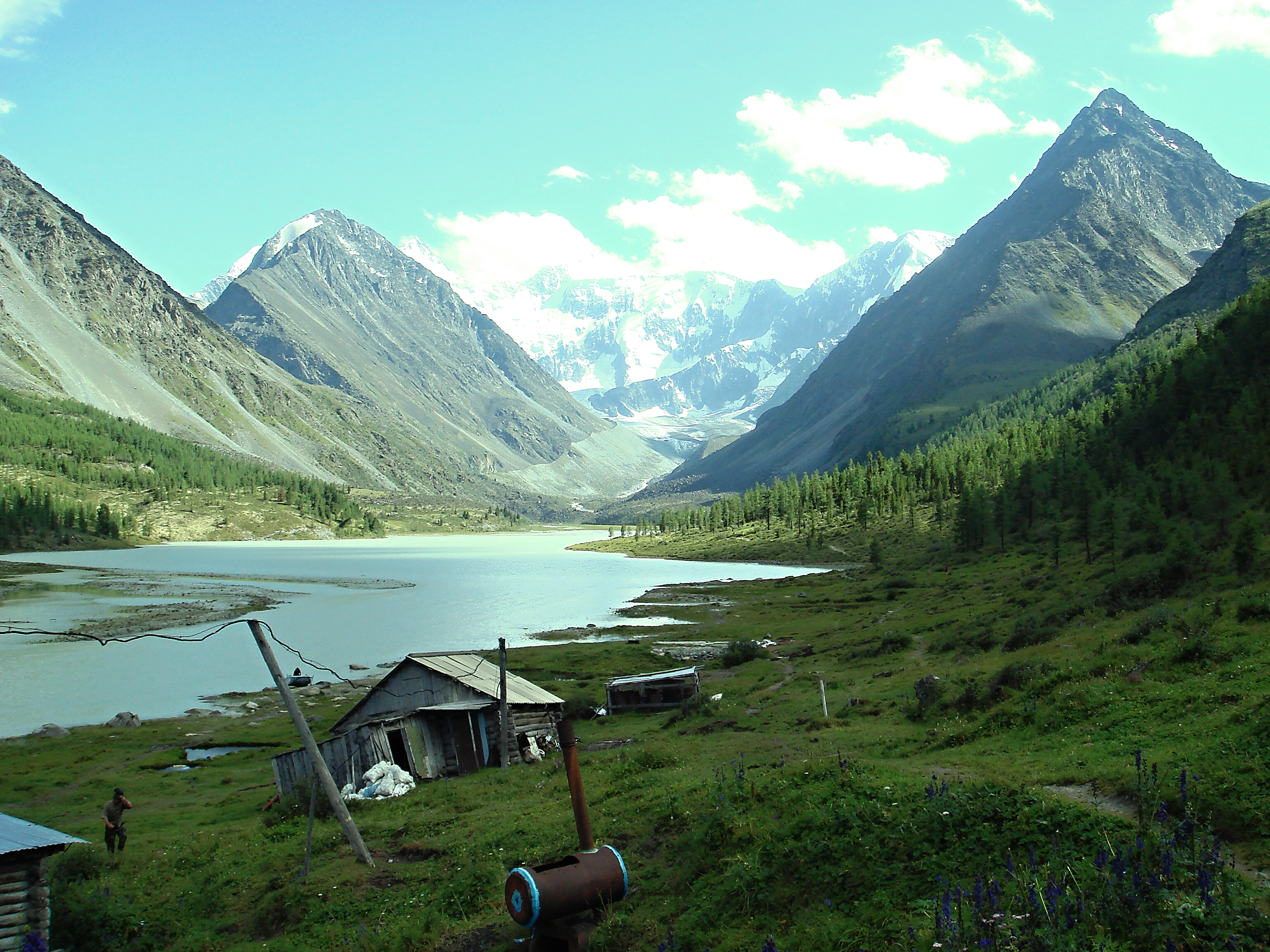
Akkemské jezero, v pozadí masív Běluchy s ledovcem Akkem
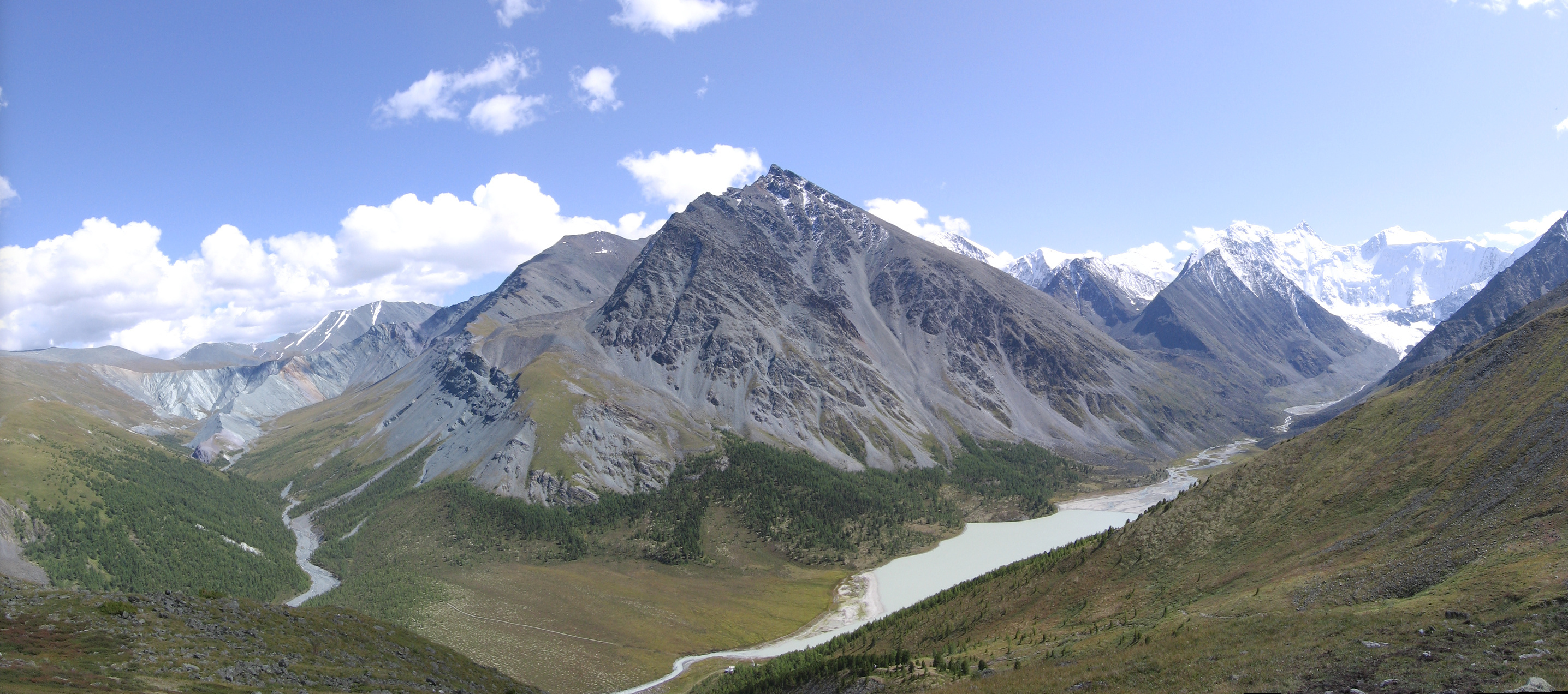
Hora Bělucha
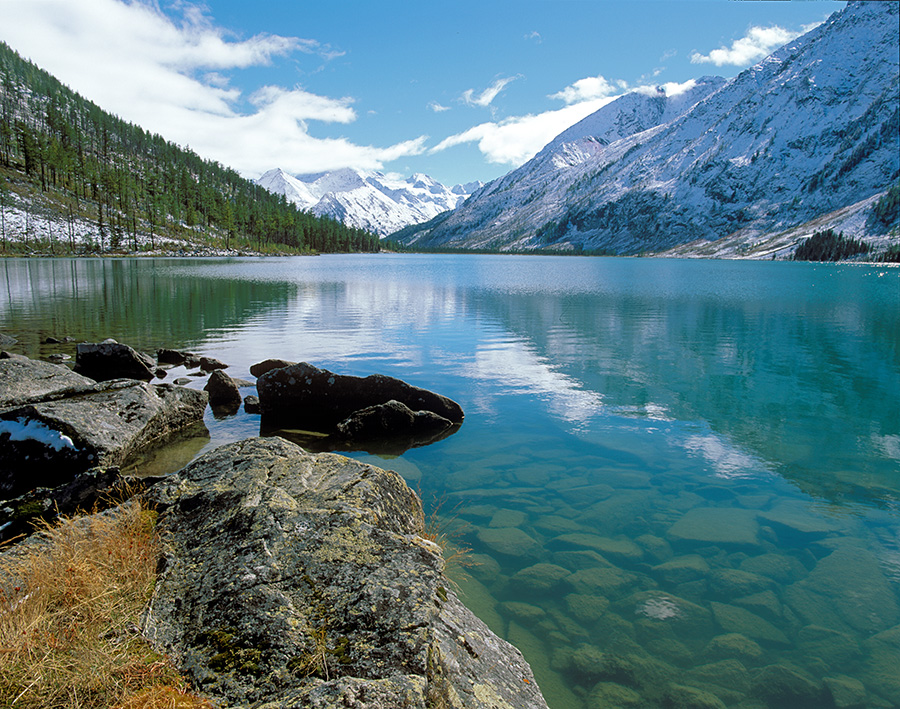
Katunská přírodní rezervace
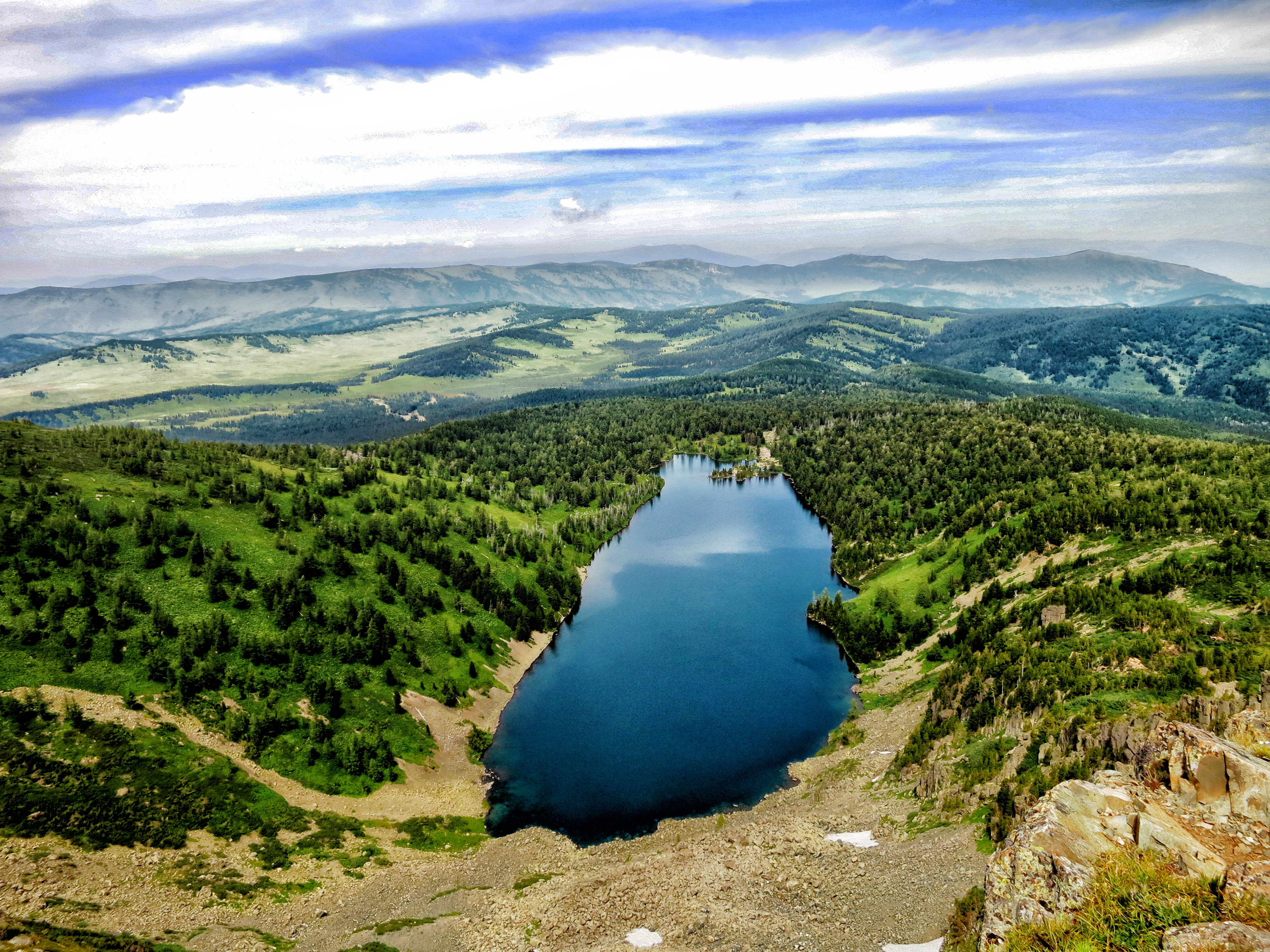
Katunská přírodní rezervace, tzv. První jezero
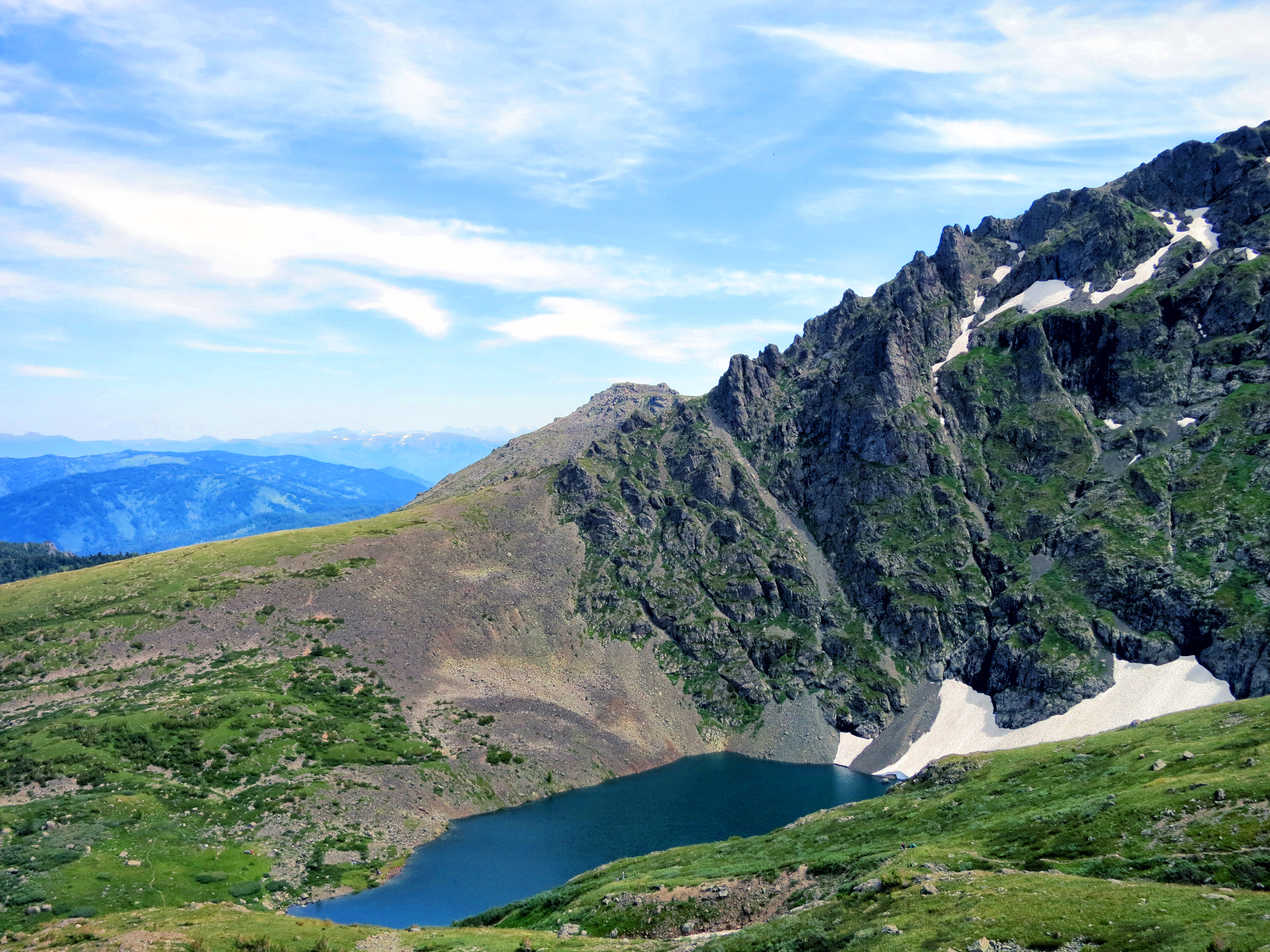
Katunská přírodní rezervace, tzv. Třetí jezero
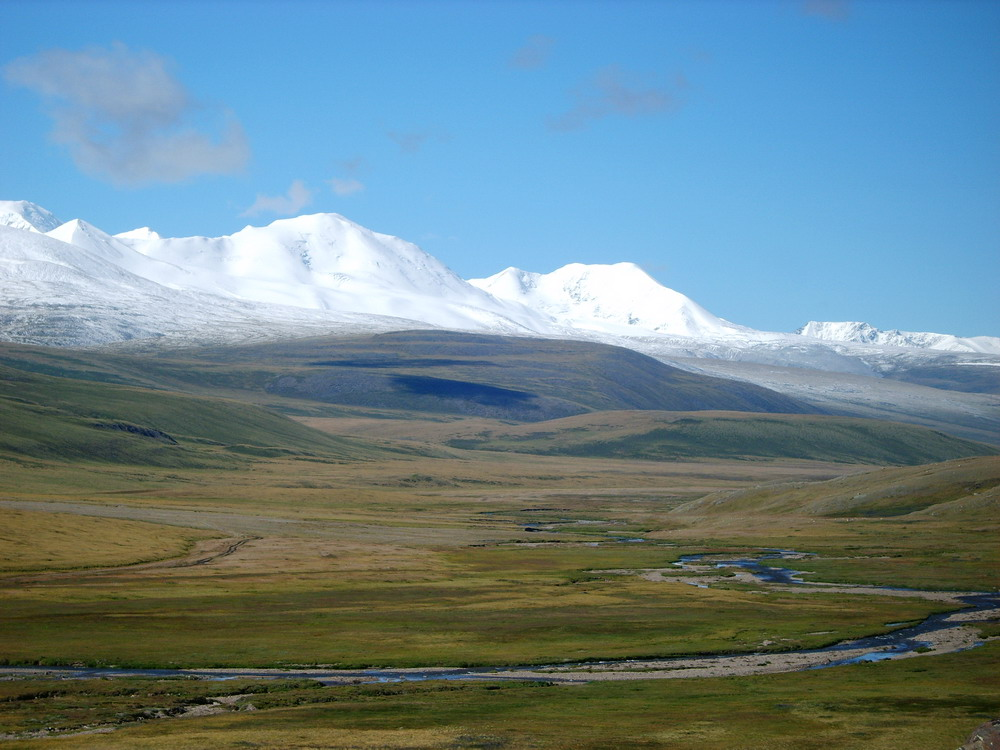
Náhorní plošina Ukok
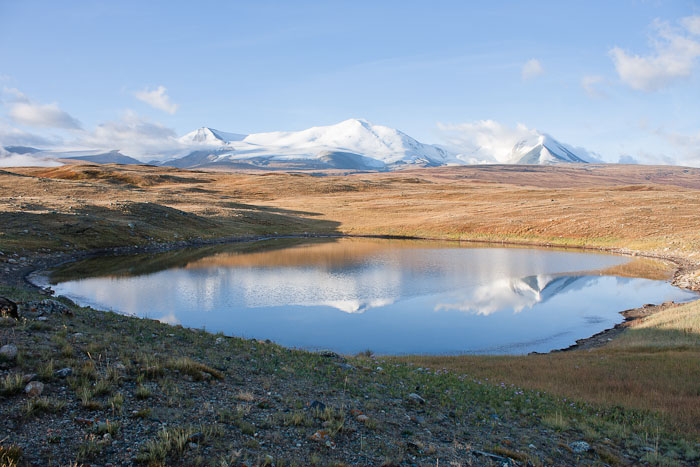
Náhorní plošina Ukok